# 泡菜奶酪微笑
《泡菜奶酪微笑》（韓語：김치치즈스마일，亦翻译作《泡菜芝士微笑》）是由韩国MBC出品的长篇家庭情景喜剧，该剧延续了《不可阻挡的High Kick》喜剧模式，利用了夸张、搞笑的方式来诠释了看似复杂家族矛盾，婆媳关系等；由于是继收视高的《不可阻挡的High Kick》，导致该剧在韩国首播即10.3%收视率，超过前一部，而且该剧以《泡菜奶酪微笑》的名字被中国大陆引进。

## 片名介绍
该剧的韩文原名为「김치치즈스마일」，直接翻译成中文的意思「泡菜奶酪微笑」。泡菜代表传统、保守、普通的申久一家；奶酪代表自由、开放、富裕的银淑一家；微笑代表一个桥梁，表明两家人的搞笑故事、矛盾等。

## 人物簡介
- 申久 饰 申久

61岁，配偶是金乙东申家名义上的一家之主，职业是摄影师，并经营着自己的Smile照相馆，虽为名义上的老板，却因其在故事发生的十年前52岁投资越南渔船并失败损失4000万韩元后使长子秉镇变成了上门女婿后失去了在家中的威严和地位以及财政大权。是个善良单纯、爱财、贪吃的人。他善于发明东西、说出来的事一定会以相反方式进行。
- 金乙东 饰 金乙东

60岁，申久的老伴，申家的财政大权主导者。一生是个家庭主妇。在自己50岁以前在家中没有任何主导地位，50岁后开始取得了家中的主导地位。善于做家务，个性吝啬，但很善良，很关爱自己的子女，经常称呼自己的小孙女是小狗狗。
- 鲜银淑 饰 鲜银淑

52岁，申久，乙东的亲家，秀英的妈妈。外表高贵，却经常喜欢做一些低俗的事情，比如看年轻帅哥，看A片等等，经常口误。家境富裕，拥有年轻的外表。42岁是开始投资一个健身房并成为社长。因为肠胃不好而经常搞笑的放屁。
- 李慧英 饰 申惠英

39岁，申家长女，片尾与基俊结婚，在29岁时原本是时尚杂志的记者兼摄影师，1997年金融危机后公司倒闭，相爱7年的情人劈腿，在2007年成为39岁的老处女和Smile照相馆的摄影师，本性善良，很疼爱自己的妹妹妍芝，曾经因妍芝放弃自己的幸福，很有亲和力，很怀旧，多年后也不愿放弃古老的胶卷式相机，也选择了在基本各方面条件都比另一个追求者差只是先认识的严基俊。
- 李秉镇 饰 申秉镇

36岁，申家长子，惠英的弟弟，妻子是秀英，36岁时成功当选为江浩大学游泳队教练，并有四个队员，年轻时获得过1500米冠军，因而有惊人的耐力，善良，怜人，有严重的洁癖，经常随身带迷你钳子和胶带为陌生人拉线头，粘头发丝，很怕经常不拘小节的岳母银淑，但由于经常为岳母着想最终受到银淑的肯定。
- 郑秀英 饰 郑秀英

35岁，银淑的女儿，丈夫是秉镇，25岁不顾母亲反对和秉镇结婚，但又不希望离开母亲。善良，天真，迟钝，被称为秀逗的儿媳，经常与年龄差10多岁的小姑子发生口角。
- 严基俊 饰 严基俊

36岁，申家2楼的房客，秉镇的高中同学，贤镇的哥哥。与26岁时结识的比自己大三岁的惠英在2007年结婚，26岁时因公务员考试失利而去当特种兵，役毕后成为新闻主播，家喻户晓，是因为经常处新闻事故，36岁时和弟弟贤镇住在申家，并与惠英发光发热，妍芝一直暗恋基俊。他善良，虚荣心强，记仇，经常用“累脖子术”来惩罚弟弟，经常与情敌山浩明争暗斗，与经常抓住银淑的小辫子不放。
- 刘妍芝 饰 申妍芝

21岁，申久在40岁后拥有的女儿，江浩大学大三学生，11岁时就暗恋房客基俊，21岁时虽未被明着拒绝，但自己退出，伤心时被给予温暖的贤镇感动，并最终和亲上亲贤镇相恋。个性上来，内心脆弱，外在表现的却很坚强，爆发时连男人都吓一跳，装蒜的本领世界第一，如虽然在打呼噜却并没有睡觉……也遗传父亲的贪吃，善于打赌。经常与秀英展开姑嫂大战。
- 李贤镇 饰 严贤镇

21岁，申家的房客，基俊的弟弟，江浩大学大三学生，游泳队队员之一。与妍芝相恋，善良，关心别人、很在乎自己的地位、有卓越的游泳技术，做一些糗事却被妍芝发现，被称为伪君子幼稚的小鬼头，这也是观众和妍芝喜欢他的原因。外表帅气，肌肉发达。
- 朴俞萱 饰 申月桃

7岁，申久的孙女，秉镇的女儿。单纯可爱，会弹钢琴和跆拳道，喜欢模仿并成为一个可爱的传话筒，经常因为她的传递而造成一些小事端，认为贤镇是奥特曼并对其有点纯纯之恋。
- 金山浩 饰 尹明勋/（申）山浩

29岁，因惊吓恐慌再加上被惠英撞到而失忆做起Smile照相馆的助理，其实是一家较大公司的主任，充满神秘色彩，在申家第一次感受到有家人的温暖，最终因被基俊发现曾经目睹社长的误杀和已有自首之意而离开在2011年出狱后回来。善良，不善言表，有些笨手笨脚，却很细心，受到申家尤其是申久的喜欢，暗恋并向惠英表白但遭到了拒绝。
- 崔权 饰 崔权

21岁，江浩大学三年级学生，游泳队队长，外表有点不尽人意但很有责任感，舞技卓越，善于理解别人。经常与妍芝发生口角但以失败告终。
- 张智友 饰 张智友

21岁，特种兵出身，江浩大学游泳队队员，拥有异常发达的肌肉和力量，擅长干体力活，在游泳很有天赋，在2011年进入韩国国家队，善良，热心，智商和智力有问题，憨厚老实，关心朋友，善于吃。
- 金秀賢 饰 金修贤

20岁，江浩大学二年级学生，游泳队队员，由于年龄的缘故经常做一些幼稚的事情，探望，可爱，把花心当成平凡的事，讨厌别人弄乱他的一头长髮，经常口是心非，暗恋妍芝。
- 车祯兰 饰 车祯兰

28岁，隐身为某杂志社记者，其实是姜社长秘书，曾经跟踪并调查山浩，神秘，身材好被称为“瑜伽妖精”，经常莫名其妙的摔倒，亦有严重的洁癖

## 收視相關信息
- 在韩国，首播收视率达到10.6%，与前档熱劇《不可阻挡的High Kick》的首播收视率7.4%相比可以说有很大的成功。可惜最高收视率仅仅把握在25%以内，没有超过《不可阻挡的High Kick》，但是也荣登了韩国的收视冠军宝座。
- 在中国大陆，该剧仅在各地播出。没有统计，在个别省份也为该省的收视冠军。